# Adžići
Adžići es una aldea habitada de la municipalidad de Gradiška, Republika Srpska, Bosnia y Herzegovina.

## Población
| Composición de la Población - Aldea de Adžići | Composición de la Población - Aldea de Adžići | Composición de la Población - Aldea de Adžići | Composición de la Población - Aldea de Adžići | Composición de la Población - Aldea de Adžići |
| --------------------------------------------- | --------------------------------------------- | --------------------------------------------- | --------------------------------------------- | --------------------------------------------- |
|                                               | 2013                                          | 1991                                          | 1981                                          | 1971                                          |
| Total                                         | 79 (100.0%)                                   | 112 (100.0%)                                  | 98 (100.0%)                                   | 163 (100.0%)                                  |
| Mujeres                                       | 40 (50.63%)                                   | -                                             | -                                             | -                                             |
| Varones                                       | 38 (49.37%)                                   | -                                             | -                                             | -                                             |
| Serbios                                       | 76 (96.20%)                                   | 103 (91.96%)                                  | 34 (34.69%)                                   | 159 (97.55%)                                  |
| Croatas                                       | 2 (2,532%)                                    | 8 (7,143%)                                    | -                                             | 4 (2,454%)                                    |
| Sin declarar                                  | 1 (1,266%)                                    | -                                             | -                                             | -                                             |
| Yugoslavos                                    | -                                             | 1 (0.883%)                                    | 64 (65.31%)                                   |                                               |